# Teodoro Freire
Teodoro Freire (São Vicente Ferrer, 1920 - Brasília, 15 de janeiro de 2012), conhecido como Seu Teodoro e Mestre Teodoro, foi um mestre de bumba-meu-boi.
Nascido no interior do Maranhão, assistia às festas folclóricas quando era criança apesar da proibição da sua mãe. Entre 1953 e 1961, promoveu representações de bumba-meu-boi no Rio de Janeiro.
Em 1962, foi morar na recém-inaugurada Brasília, e trabalhou como contínuo na Universidade de Brasília. Em dezembro daquele ano, promoveu a primeira festa de bumba-meu-boi na nova capital do país. Em 1963, criou um Centro de Tradições Populares em Sobradinho.
Seu trabalho para promoção da cultura maranhense recebeu o reconhecimento do IPHAN como patrimônio imaterial. Recebeu o título de Comendador da Ordem do Mérito Cultural do Ministério da Cultura em 2006.
Morreu de enfisema pulmonar, em 2012, aos 91 anos.

## Ligação externa
- http://portal.iphan.gov.br/pagina/detalhes/575 Iphan - Patrimônio Imaterial do DF, (sem data)